# Elaphoglossum setigerum
Elaphoglossum setigerum är en träjonväxtart som först beskrevs av Sod., och fick sitt nu gällande namn av Friedrich Ludwig Diels. Elaphoglossum setigerum ingår i släktet Elaphoglossum och familjen Dryopteridaceae. Inga underarter finns listade.